# أماندا إليوت
أماندا إليوت (بالإنجليزية: Amanda Elliott)‏ هي لاعب كرة مضرب بريطانية، ولدت في 1 نوفمبر 1989 في Abbots Langley ‏ في المملكة المتحدة.

## وصلات خارجية
- أماندا إليوت على موقع رابطة محترفات التنس (الإنجليزية)
- أماندا إليوت على موقع الاتحاد الدولي لكرة المضرب (الإنجليزية)
- أماندا إليوت على موقع إي إس بي إن.كوم (الإنجليزية)